# Gretchen Rau
Gretchen Rau (New Orleans, 6 luglio 1939 – Northport, 29 marzo 2006) è stata una scenografa statunitense.

## Biografia
Conosciuta soprattutto per L'ultimo samurai (2003), Unbreakble - Il predestinato (2000) e Buon compleanno Mr. Grape, ha vinto l'Oscar alla migliore scenografia nel 2006 per Memorie di una Geisha, in condivisione con John Myhre. Altre due volte ha ricevuto la nomination ai Premi Oscar nella stessa categoria: nel 2004 e nel 2007.
È morta a causa di un tumore al cervello il 29 marzo 2006 all'età di 66 anni, 24 giorni dopo aver ricevuto l'Oscar per la scenografia.

## Filmografia parziale
- 1992 - In mezzo scorre il fiume
- 1994 - La vita a modo mio
- 1999 - In Dreams
- 2000 - Unbreakable - Il predestinato
- 2003 - L'ultimo samurai
- 2005 - Memorie di una geisha
- 2006 - The Good Shepherd - L'ombra del potere